# مجموعة ترامب للإعلام والتكنولوجيا
مجموعة ترمب للإعلام والتكنولوجيا (بالإنجليزية: Trump Media & Technology Group Corp.) هي شركة إعلامية وتكنولوجية أمريكية يقع مقرها الرئيسي في ساراسوتا بولاية فلوريدا. وهي تدير منصة التواصل الاجتماعي تروث سوشل وهي مملوكة بشكل أساسي للرئيس الأمريكي المنتخب دونالد ترمب.
تأسست على يد أندي دين ووس موس في عام 2021، وأصبحت شركة عامة في 26 مارس 2024، بعد اندماجها مع شركة الاستحواذ العالمية الرقمية، وهي شركة استحواذ ذات غرض خاص.

## التاريخ
تم حظر الرئيس ترمب من تويتر في 8 يناير 2021، ردًا على دوره في اقتحام كابيتول الولايات المتحدة 2021. في مايو، كشف الرئيس السابق عن موقع ويب، «من مكتب دونالد جيه ترمب»، والذي قال إنه سيستخدمه لنشر أفكاره؛ تم إغلاقه في غضون شهر.
وفي الوقت نفسه، تأسست مجموعة ترمب للإعلام والتكنولوجيا في فبراير 2021، وفي 3 سبتمبر 2021، بدأت شركة الاستحواذ العالمية الرقمية (دي دبليو إيه سي)، وهي شركة استحواذ ذات غرض خاص، التداول في بورصة ناسداك بعد طرحها العام الأولي لـ 25 مليون سهم. تم إنشاء دي دبليو إيه سي بمساعدة آرك كابيتال، وهي شركة مقرها شانغهاي معروفة بإدراج الشركات الصينية في أسواق الأسهم الأمريكية والتي كانت تخضع لتحقيق من قبل هيئة الأوراق المالية والبورصات الأمريكية بتهمة تقديم تمثيل زائف لشركات وهمية. ارتبط مشروع دي دبليو إيه سي–ترمب بشركة يونهونغ القابضة الصينية حتى ديسمبر 2021، عندما وعد المصرفي الرئيسي بقطع العلاقات مع الصين وحل يونهونغ. في فبراير 2022، ذكرت وكالة رويترز أن العلاقة بين آرك كابيتال ومقرها شنغهاي وشركة العالم الرقمي كانت أوسع مما كان يعتقد، حيث عرضت آرك المال لبدء شركة استحواذ ذات غرض خاص.
في أكتوبر 2021، أعلن ترمب أنه أنشأ مجموعة ترمب للإعلام والتكنولوجيا من خلال اندماج شركة استحواذ ذات غرض خاص مع دي دبليو إيه سي وأنهم دخلوا في اتفاقية اندماج لجعل مجموعة ترمب للإعلام والتكنولوجيا شركة مدرجة في البورصة وأنهم سيؤسسون شركة وسائط اجتماعية لمنافسة تويتر. شرعت دي دبليو إيه سي في جمع مئات الملايين من الدولارات؛ تساءل المراسلون عن الأخلاقيات والشرعية المحيطة بداعميهم الماليين وتاريخهم مع هيئة الأوراق المالية والبورصات الأمريكية. كان هناك قلق من أنهم ربما انتهكوا قانون الأوراق المالية من خلال جمع الأموال من الاندماج المقترح قبل إدراجهم رسميًا في سوق الأوراق المالية. في ديسمبر 2021، جمعت مجموعة ترمب للإعلام والتكنولوجيا مليار دولار من الاستثمار الخاص في تمويل الأسهم العامة ودخلت في اتفاقية خدمات التكنولوجيا والسحابة مع رامبل، والتي ستدير جزءًا من تروث سوشل ومجموعة ترمب للإعلام والتكنولوجيا+، وهي خدمة فيديو حسب الطلب قائمة على الاشتراك مخطط لها. في الوقت نفسه، كشفوا أن هيئة الأوراق المالية والبورصات وهيئة تنظيم الصناعة المالية بدأت التحقيق في اتصالات شركة استحواذ ذات غرض خاص مع الاستثمار الخاص في الأسهم العامة. يضم مجلس إدارة الشركة نجل ترمب دونالد ترمب الابن ونونيس ومسؤولي إدارة ترمب السابقين روبرت لايتهايزر وكاش باتيل وليندا مكمان وسكوت جلايب. استقال ديفين نونيس من مجلس النواب الأمريكي في ديسمبر 2021 وأصبح الرئيس التنفيذي لشركة الاستثمار الخاص في الأسهم العامة في يناير 2022.
في 21 فبراير 2022، أطلقت مجموعة ترمب للإعلام والتكنولوجيا شبكة التواصل الاجتماعي تروث سوشل. بحلول أبريل 2023، أفاد ترمب بكسب أقل من 201 دولارًا من مجموعة ترمب للإعلام والتكنولوجيا. في 8 يونيو 2022، غادر ترمب وخمسة آخرون، بما في ذلك ترمب جونيور وباتيل وجلاب، مجلس إدارة مجموعة ترمب للإعلام والتكنولوجيا قبل أن تصدر لجنة الأوراق المالية والبورصات وهيئة المحلفين الكبرى في مانهاتن التي تحقق في ممارسات ترمب التجارية أوامر استدعاء. أصدرت هيئة المحلفين الكبرى أوامر استدعاء إلى دي دبليو إيه سي في 27 يونيو، وإلى جانب لجنة الأوراق المالية والبورصات، إلى مجموعة ترمب للإعلام والتكنولوجيا في 1 يوليو. تم إبقاء مغادرة مجلس الإدارة سرية حتى تم الكشف عنها من قبل ساراسوتا هيرالد تريبيون في يوليو، وهو ما نفته مجموعة ترمب للإعلام والتكنولوجيا في البداية. في نوفمبر 2022، أرجأت دي دبليو إيه سي التصويت لإكمال اندماجها مع مجموعة ترمب للإعلام والتكنولوجيا للمرة السادسة بعد فشلها في الحصول على دعم المساهمين اللازم. وسوف يتم تمديدها مرة أخرى في سبتمبر 2023، قبل أيام من انتهاء صلاحيتها.
طوال عام 2023، واجهت مجموعة ترمب للإعلام والتكنولوجيا صعوبات مالية وقانونية. في مارس، ورد أن محققي نيويورك كانوا يبحثون ما إذا كانت مجموعة ترمب للإعلام والتكنولوجيا قد انتهكت قوانين مكافحة غسل الأموال من خلال قبول 8 ملايين دولار مرتبطة بقِلة روسية. في يوليو، قاموا بتسوية تهم الاحتيال التي رفعتها لجنة الأوراق المالية والبورصات لتضليل المستثمرين ولجنة الأوراق المالية والبورصات ووافقوا على دفع غرامة قدرها 18 مليون دولار عند إغلاق الاندماج. أعرب إفصاح مالي لدي دبليو إيه سي في نوفمبر 2023 عن شكوك كبيرة حول قدرة مجموعة ترمب للإعلام والتكنولوجيا على الوفاء بالتزاماتها المالية، حيث أظهر خسارة قدرها 31.5 مليون دولار منذ البداية. في 21 نوفمبر 2023، رفعت مجموعة ترمب للإعلام والتكنولوجيا دعوى قضائية تطلب تعويضات بقيمة 1.5 مليار دولار من 20 منفذًا إعلاميًا للإبلاغ زوراً عن خسارة قدرها 73 مليون دولار. أظهرت التقارير المصححة خسارة صافية بلغت ما يقرب من 23 مليون دولار في النصف الأول من عام 2023 وخسارة إجمالية قدرها 31.6 مليون دولار منذ الإطلاق.
في 22 مارس 2024، وافق مساهمو دي دبليو إيه سي على الاندماج مع مجموعة ترمب للإعلام والتكنولوجيا، والذي اكتمل في 25 مارس 2024. بدأت الشركة المندمجة التداول تحت الرمز (بالإنجليزية: DJT) وأنهت اليوم بتقييم 8 مليارات دولار. في الملفات التنظيمية، تم إدراج لايتهايزر وماكماهون كمديرين مستقلين. كشف ملف صادر عن لجنة الأوراق المالية والبورصات في 1 أبريل 2024 أن مجموعة ترمب للإعلام والتكنولوجيا خسرت أكثر من 58 مليون دولار في عام 2023 مع 4 ملايين دولار فقط من عائدات الإعلانات من تروث سوشل. بعد الانتقادات الموجهة إلى مدقق حساباتها، بي إف بورجرز، طردت مجموعة ترمب للإعلام والتكنولوجيا الشركة في 6 مايو 2024، بسبب المتطلبات التنظيمية. في مايو 2024، أعلنت الشركة عن خسارة صافية قدرها 327.6 مليون دولار للربع الأول من عام 2024 مع إيرادات بلغت 770.500 دولار. في يوليو 2024، انضمت مجموعة ترمب للإعلام والتكنولوجيا إلى مؤشري راسل 1000 وراسل 3000 وجمعت 105 مليون دولار من خلال ممارسة النقد لمذكرات الضمان الخاصة بها. في 12 يوليو 2024، قبل يوم واحد من محاولة اغتيال دونالد ترمب، قدمت شركة أوستن للثروة الخاصة تقريرًا يشير إلى أنها باعت 12 مليون سهم من مجموعة ترمب للإعلام والتكنولوجيا على المكشوف. بعد أربعة أيام، عدلت الملف إلى 1200 سهم واعتذرت عن "خطأ الملف"، مما أثار نظريات المؤامرة.
بحلول نهاية العمل في 23 سبتمبر 2024، انخفض سعر سهم الشركة إلى 12.15 دولارًا، أي أقل بنحو 84% من أعلى مستوى له في مارس عند 79.38 دولارًا. ومع ذلك، على مدار الشهر التالي، تعافى السهم من الكثير من هذه الخسارة. في 5 نوفمبر (يوم الانتخابات)، تم إيقاف التداول مرتين بسبب التقلبات.
في 19 ديسمبر 2024، نقل الرئيس المنتخب دونالد ترمب جميع أسهمه (حوالي 115 مليون سهم) إلى صندوق ائتماني يسيطر عليه ابنه دونالد ترمب جونيور. وكان الهدف من ذلك تقليل تضارب المصالح. في ذلك الوقت، بلغت قيمة هذه الأسهم حوالي 4 مليارات دولار.

## العمليات

### تروث سوشل
في 21 فبراير 2022، أصدرت مجموعة ترمب للإعلام والتكنولوجيا تطبيق تروث سوشل، وهو منافس لمنصات التواصل الاجتماعي مثل تويتر، على نظام التشغيل آي أو إس. واجهت شركة تروث سوشل مشاكل في التوظيف بسبب ارتباطاتها السياسية. في أوائل أبريل 2022، ذكرت وكالة رويترز أن رئيس قسم التكنولوجيا ورئيس تطوير المنتجات في الشركة استقالا بعد الإطلاق «المضطرب» للشبكة. في 22 أبريل 2022، أعلنت رامبل أن تروث سوشل نقلت موقعها الإلكتروني وتطبيقاتها المحمولة إلى البنية التحتية السحابية لرامبل. في أواخر أبريل 2022، خسرت الشركة القابضة دي دبليو إيه سي 44٪ من قيمة أسهمها بعد أن كشف إيلون ماسك عن حصته الكبيرة في تويتر ونيته شرائه. قال ماثيو كينيدي، استراتيجي السوق في رينيسانس كابيتال، إن شركة تويتر المملوكة لماسك من شأنها أن تقوض الأساس المنطقي وراء وجود تروث سوشل.

## القضايا القانونية

### رحيل ترمب عن رئاسة مجلس الشيوخ
ذكرت صحيفة ساراسوتا هيرالد تريبيون في يوليو 2022 أنه وفقًا لسجلات ولاية فلوريدا، غادر ترمب منصب رئيس مجلس إدارة مجموعة ترمب للإعلام والتكنولوجيا قبل أقل من شهر من تلقي الشركة لاستدعاءات من لجنة الأوراق المالية والبورصات وهيئة المحلفين الكبرى في نيويورك، بالتزامن مع استدعاءات دي دبليو إيه سي. كان ابنه دونالد ترمب الابن والمسؤول السابق في إدارة ترمب كاش باتيل من بين آخرين تركوا مجلس إدارة مجموعة ترمب للإعلام والتكنولوجيا في نفس الوقت. نفت شركة تروث سوشل التقرير. نشرت آكسيوس لاحقًا السجلات التي قدمها وكيل مجموعة ترمب للإعلام والتكنولوجيا إلى قسم الشركات في فلوريدا؛ أظهر ملف بتاريخ 28 أبريل أن ترمب وآخرين مدرجون كـ«مدير»، بينما وجه ملف بتاريخ 8 يونيو لتغيير «الشخص أو اللقب أو الصفة» القسم «بإزالة» ترمب وآخرين.

### التحقيق في مزاعم حول صلات مالية روسية وغسيل أموال مزعوم
ذكرت صحيفة الغارديان في مارس 2023 أنه في عام 2022 وسعت SDNY تحقيقها الجنائي ليشمل ما إذا كانت مجموعة ترمب للإعلام والتكنولوجيا متورطة في غسيل الأموال. بدءًا من ديسمبر 2021، عندما كانت الشركة في خطر الانهيار بسبب تأخير اندماجها مع دي دبليو إيه سي، تلقت قرضًا على دفعتين بلغ مجموعهما 8 ملايين دولار. وشمل ذلك 2 مليون دولار من بنك باكسوم، المملوك جزئيًا لأنطون بوستولنيكوف، وهو قريب لألكسندر سميرنوف، وهو مسؤول حكومي روسي سابق يدير الآن شركة النقل البحري الروسية روسموربورت. تم دفع 6 ملايين دولار أخرى من قبل كيان منفصل ظاهريًا، صندوق عائلة إي إس، والذي شارك في مدير مع بنك باكسوم. تم هيكلة القرض البالغ 8 ملايين دولار لتحويله تلقائيًا إلى أسهم عادية في مجموعة ترمب للإعلام والتكنولوجيا عند الاندماج لشركة استحواذ ذات غرض خاص – مما يعني أن صندوق عائلة إي إس ستحصل على حصة في مجموعة ترمب للإعلام والتكنولوجيا إذا استمر الاندماج – على الرغم من عدم الكشف عن هذا لمستثمري شركة استحواذ ذات غرض خاص ولا لجنة الأوراق المالية والبورصات.
وفقًا لصحيفة واشنطن بوست، اكتشف التحقيق الفيدرالي في مستثمري شركة دي دبليو إيه سي أن أحد المستثمرين الأثرياء في الشركة كان مرتبطًا بمحاولات نقل أصول مزعومة من روسيا وأوكرانيا والصين إلى منطقة البحر الكاريبي، ووسطاء آخرين مثل هونغ كونغ والمملكة المتحدة وبليز. ووفقًا لنص حكومي، أشار أحد المخبرين إلى العملية بأنها «سنغافورة كاملة مع غمس مزدوج، كما نسميها، مع إدخال المملكة المتحدة هناك، فقط لإضفاء المزيد من النظافة والتلميع».

### التحقيق في مزاعم التداول من الداخل
تم إغلاقه في غضون شهر في يونيو 2023، وجه المدعون العامون الأمريكيون تهمًا إلى ثلاثة رجال من فلوريدا بتهمة التداول الداخلي المزعوم المرتبط بشركة دي دبليو إيه سي (شركة شركة الاستحواذ العالمية الرقمية) كجزء من صفقة اندماج وسائل التواصل الاجتماعي لترمب في عام 2021.

### دعاوى قضائية 2024
في فبراير 2024، رفعت شركة يونايتد أتلانتيك فينتشرز، وهي شراكة بين المؤسسين المشاركين لشركة مجموعة ترمب للإعلام والتكنولوجيا آندي أندي دين ووس موس، دعوى قضائية ضد شركة مجموعة ترمب للإعلام والتكنولوجيا لمحاولتها تخفيف حصة ملكيتها من خلال زيادة الأسهم المصرح بها من 120 مليون إلى 1 مليار سهم، وبالتالي خفض قيمة أسهم يونايتد أتلانتيك فينتشرز من 8.6 في المائة إلى أقل من 1%. تذكر الدعوى القضائية أن ترمب حاول الضغط على دين لإعطاء أسهمه لميلانيا ترمب، ثم عندما رفض، حاول الإطاحة بدين. في اليوم التالي، رفعت شركة آرك كابيتال دعوى قضائية ضد دي دبليو إيه سي لمحاولتها تجريدهم من أسهمهم.
في مارس 2024، رفعت دي دبليو إيه سي وترمب دعوى قضائية ضد الرئيس التنفيذي السابق لشركة دي دبليو إيه سي باتريك أورلاندو وشركته آرك جلوبال للاستثمارات الثانية بتهمة الابتزاز والتسبب في إلحاق الضرر بسمعة دي دبليو إيه سي وترمب. رفع أورلاندو وآرك دعوى قضائية مضادة ضد دي دبليو إيه سي وترمب بتهمة سوء تقدير حصة آرك في مجموعة ترمب للإعلام والتكنولوجيا بمقدار 2 مليون سهم. في 24 مارس، رفع ترمب دعوى قضائية ضد دين وموس لمصادرة أسهمهما، قائلاً إنهما أساءا التعامل وحاولا منع محاولات طرح مجموعة ترمب للإعلام والتكنولوجيا للاكتتاب العام لمدة عامين تقريبًا.

## وصلات خارجية
- الموقع الرسمي
- موقع شركة شركة الاستحواذ العالمية الرقمية
- - بيانات النشاط التجاري لـ Trump Media & Technology Group Corp.: مالية جوجل
  - ياهو! المالية
  - بلومبرج
  - رويترز
  -  إيداع هيئة الأوراق المالية والبورصات